# Britannia secunda
Die Britannia secunda war eine Provinz des Römischen Reiches im heutigen Großbritannien. Sie entstand Ende des 3. Jahrhunderts n. Chr., vermutlich im Jahre 296 n. Chr., unter Kaiser Diokletian durch Teilung der Provinz Britannia inferior. Ihre erste Erwähnung fand sie in der Laterculus Veronensis. Hauptstadt von Britannia secunda war Eboracum, das heutige York. Ihr Gebiet umfasste Nordengland und vermutlich auch Nordwales. 369 wurde die Provinz Valentia mit der Hauptstadt Luguvalium (Carlisle) aus ihrem Gebiet herausgelöst.
Siehe auch: Liste der römischen Provinzen ab Diokletian